# Ван Эвейк, Милан
Милан Фабрисио ван Эвейк (нидерл. Milan Fabrizio van Ewijk; род. 8 сентября 2000, Амстердам) — нидерландский футболист, защитник клуба «Ковентри Сити».

## Клубная карьера
Ван Эвейк — воспитанник клубов «Фейеноорд» и «Эксельсиор». В 2018 году он дебютировал за основной состав последних. Летом 2019 года ван Эвейк перешёл в АДО Ден Хааг. 4 августа в матче против «Утрехта» он дебютировал в Эредивизи. В начале 2020 года Милан на правах аренды перешёл в «Камбюр». 7 февраля в матче против МВВ Маастрихт он дебютировал в Эрстедивизи. По окончании аренды ван Эвейк вернулся в АДО Ден Хааг. 25 октября в поединке против АЗ Милан забил свой первый гол за клуб.
Летом 2021 года ван Эвейк перешёл в «Херенвен». 13 августа в матче против «Гоу Эхед Иглз» он дебютировал за новый клуб. 30 октября в поединке против «Витесса» Милан забил свой первый гол за «Херенвен».
27 июля 2023 года перешёл в клуб Чемпионшипа «Ковентри Сити», подписав четырёхлетний контракт. Сумма трансфера составила около 4 миллионов евро. 6 августа в матче против «Лестер Сити» он дебютировал в Чемпионшипе. 2 сентября в поединке против «Уотфорда» Милан забил свой первый гол за «Ковентри Сити».

## Международная карьера
В 2023 году в составе молодёжной сборной Нидерландов Ван Эвейк принял участие в молодёжном чемпионате Европы в Румынии и Грузии. На турнире он сыграл в матчах против сборных Бельгии, Португалии и Грузии.

## Особенности игры
Среди сильных сторон футболиста отмечают скорость, умение продвигать мяч и оборонительные навыки.